# Colostygia hesperina
Colostygia hesperina är en fjärilsart som beskrevs av Eugen Wehrli 1924. Colostygia hesperina ingår i släktet Colostygia och familjen mätare. Inga underarter finns listade i Catalogue of Life.